# Батін
Батін (рум. Batin) — село у повіті Клуж в Румунії. Входить до складу комуни Унгураш.
Село розташоване на відстані 332 км на північний захід від Бухареста, 48 км на північний схід від Клуж-Напоки.

## Населення
За даними перепису населення 2002 року у селі проживали 804 особи.
Національний склад населення села:
| Національність | Кількість осіб | Відсоток |
| -------------- | -------------- | -------- |
| румуни         | 752            | 93,5%    |
| угорці         | 42             | 5,2%     |
| цигани         | 10             | 1,2%     |

Рідною мовою назвали:
| Мова      | Кількість осіб | Відсоток |
| --------- | -------------- | -------- |
| румунська | 759            | 94,4%    |
| угорська  | 39             | 4,9%     |
| циганська | 6              | 0,7%     |